# بمب‌گذاری ۲۰۱۹ کلیسای جامع جولو
در صبح ۲۷ ژانویه ۲۰۱۹ دو بمب در کلیسای جامع کاتولیک رومی Our Lady of Mount Carmel در جولو، سولو در اندونزی منفجر شد بنا به گزارش فرماندهی غرب میندانائو در این حمله ۱۸ تن کشته و ۸۲ تن نیز زخمی شدند.
نخستین انفجار در حدود ۸:۴۵ صبح در زمان شروع مراسم نیایش و دومین انفجار در زمان حضور سربازان گردان ۳۵ سواره نظام در محدوده پارکینگ کلیسای جامع اتفاق افتاد.